# The Stranger (노래)
〈The Stranger〉는 미국의 싱어송라이터 빌리 조엘의 1977년 음반 《The Stranger》에 수록된 곡이다. 일본에서 싱글곡으로 발매된 이 곡은 오리콘 차트에서도 2위를 차지했고 호주에서도 차트 1위에 올랐다. 이 곡은 일본 음반의 마지막 싱글이었고 미국과 영국은 작년에 발매된 〈She's Always a Woman〉을 음반의 마지막 싱글로 보았다.
이 싱글은 빌리 조엘의 가장 크게 히트 친 컴필레이션 음반인 《Greatest Hits - Volume I & II》에 수록되었다.
이 노래는 2분 동안 제목이 정해지지 않은 연주곡인 "히든 트랙"이 〈Everybody Has a Dream〉 다음에 《The Stranger》의 끝에 등장한다.
빌리 조엘은 원래 어떤 종류의 관악기가 멜로디를 연주하기를 원했지만 조엘이 휘파람으로 멜로디를 보여준 후 필 라몬은 조엘에게 관악기와 휘파람의 아이디어를 대신 폐기하도록 설득했다.